# لوست اسفير
لوست اسفير (بالإنجليزية: Lost Sphear)‏، هي لعبة فيديو يابانية من تطوير ستوديو توكيو آر بي جي فاكتوري، ومن نشر سكوير إنكس، صدرت في اليابان سنة 2017، وستصدر في شهر يناير سنة 2018 في بقية دول العالم، تعمل على منصات ألعاب الفيديو التالية: بلاي ستيشن 4، ونينتندو سويتش ومايكروسوفت ويندوز.